# 대한민국 헌법 제121조
대한민국 헌법 제121조는 농지 소작을 금지하는 헌법 제9장의 조항이다. 흔히 '경자유전의 원칙'으로 불리며, 폐지 논란이 수 차례 불거진 바 있다. 2항으로 구성된다.

## 본문
① 국가는 농지에 관하여 경자유전의 원칙이 달성될 수 있도록 노력하여야 하며, 농지의 소작제도는 금지된다.

② 농업생산성의 제고와 농지의 합리적인 이용을 위하거나 불가피한 사정으로 발생하는 농지의 임대차와 위탁경영은 법률이 정하는 바에 의하여 인정된다.

## 주요 판례
- 농지소재지에 거주하지 않는 이에게 농지를 양도할 때 양도소득세를 부과하는 구 조세특례제한법 제 69조 1항은 외지인의 농지투기를 방지하고 조세 부담을 덜어주어 농촌을 활성화하는 데 입법 목적이 있으므로 경자유전의 원칙에 위배되지 않는다(자경농지에 대한 양도소득세 면제 사건).
- 헌법 제121조는 국가에 대해 '경자유전 원칙의 달성'을 요청하는 한편 '불가피한 사정으로 발생하는 농지의 임대차와 위탁경영'을 허용하고 있는바, '농지법'상 상속으로 농지를 취득하여 소유하는 경우 자기의 농업경영에 이용하지 아니할지라도 농지를 소유할 수 있다[1].

## 같이 보기
- 대한민국 헌법 제9장
- 자경농지에 대한 양도소득세 면제 사건